# Lucile Fain
Baronessa Lucile Virginie Madeleine Fain, nata Lucile Virginie Madeleine Condren (La Chapelle-de-Guinchay, 6 settembre 1867 – Parigi, 30 gennaio 1942), è stata una golfista francese.
Partecipò ai Giochi olimpici del 1900 di Parigi nel torneo golfistico femminile, dove giunse settima.